# 投影 (线性代数)

变换 P 是在线 m 上的正交投影。

在线性代数和泛函分析中，投影是从向量空间映射到自身的一种线性变换{\displaystyle P}，满足{\displaystyle P^{2}=P},也就是说，当{\displaystyle P}两次作用于某个值，与作用一次得到的结果相同（幂等）。是日常生活中“平行投影”概念的形式化和一般化。同现实中阳光将事物投影到地面上一样，投影变换将整个向量空间映射到它的其中一个子空间，并且在这个子空间中是恒等变换。

## 定义
投影的严格定义是：一个从向量空间V射到它自身的线性变换 P 是投影，当且仅当{\displaystyle P^{2}=P}。另外一个定义则较为直观：P 是投影，当且仅当存在V的一个子空间W，使得 P 将所有V中的元素都映射到W中，而且 P 在W上是恒等变换。用数学的语言描述，就是：
{\displaystyle \exists W}，使得{\displaystyle \forall u\in V,P(u)\in W}，并且{\displaystyle \forall u\in W,P(u)=u}

## 简单例子
在现实生活中，阳光在地面上留下各种影子。这就是投影变换最直白的例子。可以理想化地假设阳光都是沿着同一个方向（比如说垂直于地面的角度）照射而来，大地是严格的平面，那么，对于任意一个物体（比如说一只正在飞行的鸟），它的位置可以用向量 (x, y, z) 来表示，而这只鸟在阳光下对应着一个影子，也就是 (x, y, 0)。这样的一个变换就是一个投影变换。它将三维空间中的向量 (x, y, z) 到映射到向量 (x, y, 0) 。这是在 x-y 平面上的投影。这个变换可以用矩阵表示为
{\displaystyle P={\begin{bmatrix}1&0&0\\0&1&0\\0&0&0\end{bmatrix}}}
因为对任意一个向量 (x, y, z) ，这个矩阵的作用是：
{\displaystyle P{\begin{bmatrix}x\\y\\z\end{bmatrix}}={\begin{bmatrix}x\\y\\0\end{bmatrix}}}
注意到如果一个向量原来就是表示地面上的一点的话（也就是说它的z分量等于0），那么经过变换 P 后不会有改变。也就是说这个变换在子空间 x-y 平面上是恒等变换，这证明了 P 的确是一个投影。
另外，
{\displaystyle P^{2}{\begin{bmatrix}x\\y\\z\end{bmatrix}}=P{\begin{bmatrix}x\\y\\0\end{bmatrix}}={\begin{bmatrix}x\\y\\0\end{bmatrix}};}
所以 P = P2，这也证明 P 的确是投影。

## 基本性质

变换 T 是沿着 k 方向到直线 m 上的投影。T 的像空间是 m 而零空间是 k。

这里假定投影所在的向量空间W是有限维的（因此不需要考虑如投影的连续性之类的问题）。假设子空间U与V分别为 P 的像空间与零空间（也叫做核）。那么按照定义，有如下的基本性质:
1. 按照定义，P是等幂的（即{\displaystyle P^{2}=P}）
2. P 在像空间U上是恒等变换：{\displaystyle \forall x\in U,\quad P(x)=x}
3. 整个向量空间可以分解成子空间U与V的直和：{\displaystyle W=U\oplus V}。也就是说，空间里的每一个向量{\displaystyle x\in W}，都可以以唯一的方式写成两个向量{\displaystyle u}与{\displaystyle v}的和：{\displaystyle x=u+v}，并且满足{\displaystyle u=Px}, {\displaystyle v=x-Px=(I-P)x}, 其中{\displaystyle u\in U}、{\displaystyle v\in V}。

用抽象代数的术语来说，投影 P 是幂等的线性映射（P2 = P）。因此它的极小多项式是{\displaystyle X^{2}-X=X(X-1)}。因式分解后可以看到，这个多项式只有相异的单根（没有多重根），因此 P 是可对角化矩阵。极小多项式也显示出了投影的特性: 像空间与零空间分别是是对应于特征值1和0的特征空间，并给出了整个空间的一个直和分解。
正如日常生活中阳光沿着一定的方向将影子投射到地面上，一般的投影变换也可以称为是沿着W到U上的投影。由于向量空间分解成直和的方式一般不是唯一的（阳光可以顺着不同的方向照射），给定一个子空间 V（地面），一般的说有很多到V 的投影（沿不同的W）。

## 正交投影
如果向量空间{\displaystyle V}被赋予了内积且是完備的，那么就可以定义正交和其它相关的概念(比如线性算子的自伴随性)了。正交投影是指值域{\displaystyle U}和零空间{\displaystyle W}相互正交的投影，也就是说，對於任意{\displaystyle u\in U}，{\displaystyle w\in W}，它们的内积{\displaystyle (u|w)}都等于0。一个投影是正交投影，当且仅当它是自伴算子，以下為證明：如果投影 {\displaystyle P} 是自伴算子，那么
{\displaystyle \forall u=P(v)\in U,} {\displaystyle w\in W:}
{\displaystyle (u|w)=\left(P(v)|w\right)=\left(v|P^{*}(w)\right)=\left(v|P(w)\right)=\left(v|0\right)=0,} 其中{\displaystyle P^{*}} 表示 {\displaystyle P} 的伴随算子。
所以 {\displaystyle P} 是正交投影。相反的，如果 {\displaystyle P} 是正交投影，由於
{\displaystyle \forall v\in V:\,v-P(v)\in W,} 因此我們有
{\displaystyle \forall v_{1},\,v_{2}\in V:0=\left(P(v_{1})|(v_{2}-P(v_{2}))\right)=\left(v_{1}|(P^{*}-P^{*}P)(v_{2})\right).}
鉴于 {\displaystyle v_{1},\,v_{2}} 是任意選取的，必然有 {\displaystyle P^{*}-P^{*}P=0} 或 {\displaystyle P^{*}=P^{*}P,} 由於{\displaystyle P^{*}P}一定是自伴算子，因此可知 {\displaystyle P^{*}}與{\displaystyle P} 也是自伴算子。
这意味着正交投影的矩阵有特殊的性质。如果投影是在实向量空间中，那么它对应的矩阵是对称矩阵: {\displaystyle P=P^{T}}。如果投影是在虚向量空间中，那么它的矩阵则是埃尔米特矩阵:{\displaystyle P=P^{*}}

### 例子
正交投影的最简单的情况是到（过原点）直线上的正交投影。如果 u 是这条直线的单位方向向量，则投影给出为
{\displaystyle P_{u}=uu^{*}\ }
这个算子保留 u 不变（{\displaystyle P_{u}(u)=uu^{*}u=u\|u\|^{2}=u}），并且它作用在所有正交于 u 的向量上都是0（如果{\displaystyle (u|v)=0}，那么 {\displaystyle P_{u}(v)=uu^{*}v=u(u|v)=0}），证明它的确是到包含 u 的直线上的正交投影。
这个公式可以推广至到在任意维的子空间上的正交投影。设 u1, …, uk 是子空间 U 的一组正交基，并设 A  为一个n×k 的矩阵，它的列向量是 u1, …, uk。那么投影：
{\displaystyle P_{A}=AA^{T}\ }
也是正交的。矩阵 AT 是在 U 的正交补变为零的偏等距同构，而 A 是把 U 嵌入底层向量空间的等距同构。PA 的值域因此是 A 的“终空间”(final space)。ATA 是在 U 上的恒等算子也是明显的。 
正交条件也可以去除。如果 u1, …, uk 是(不必须正交)基，而 A 是有这些向量作为列的矩阵，则投影是
{\displaystyle P_{A}=A(A^{T}A)^{-1}A^{T}\,}。
矩阵 AT 仍把 U 嵌入到低层向量空间中但一般不再是等距的。矩阵 (ATA)−1 是恢复规范的“规范化因子”。例如，秩-1 算子 uuT 不是投影，如果 ||u|| ≠ 1。在除以 uTu = \|u\|2 之后，我们得获得了到 u 所生成的子空间的投影 u(uTu)−1uT。
所有这些公式对于复数内积空间也成立，假如用共轭转置替代转置。

### 斜投影
术语斜投影有时用来提及非正交投影。这些投影也用来在二维绘图中表示空间图形(参见斜投影)，尽管不如正交投影常用。
斜投影用它们的值域和零空间来定义。有给定值域和零空间的投影的矩阵表示的公式可如下这样找到。设向量 u1, …, uk 形成了投影的值域的基，并把这些向量组合到 n×k 矩阵 A 中。值域和零空间是互补空间，所以零空间有维度 n − k。它推出零空间的正交补有维度 k。设 v1, …, vk 形成这个投影的零空间的正交补的基，并把这些向量组合到矩阵 B 中。则投影定义为
{\displaystyle P=A(B^{T}A)^{-1}B^{T}\,}。
这个表达式一般化上面给出的正交投影公式。

## 在赋范向量空间上的投影
当底层向量空间 X 是(不必需有限维)赋范向量空间，需要考虑无关于有限维情况的分析问题，假定现在 X 是巴拿赫空间。
上面讨论的多数代数概念转移到这个上下文后幸存下来了。给定的 X 的直和分解成补子空间仍指定一个投影，反之亦然。如果 X 是直和 X = U ⊕ V，则定义自 P(u + v) = u 的算子仍是有值域 U 和核 V 的投影。明显的也 P2 = P。反过来说，如果 P 是在 X 上的投影，就是说 P2 = P，则很容易验证 (I − P)2 = (I − P)。换句话说，(I − P) 也是投影。关系 I = P + (I − P) 蕴涵了 X 是直和 Ran(P) ⊕ Ran(I − P)。
但是相对于有限维情况，投影一般不必须是连续的。如果 X 的子空间 U 在规范拓扑下不闭合，则到 U 上的投影是不连续的。换句话说，连续投影 P 的值域一定是闭合子空间。进一步的，连续投影(事实上，一般的连续线性算子)的核是闭合的。所以连续投影 P 把 X 分解成两个互补的闭合子空间: X = Ran(P) ⊕ Ker(P) = Ran(P) ⊕ Ran(I − P)。
反命题在有额外假定条件下也成立。假设 U 是 X 的闭合子空间。如果存在一个闭合子空间 V 使得 X = U ⊕ V，则有值域 U 和核 V 的投影 P 是连续的。这是从闭合图定理推出的。假定 xn → x 而 Pxn → y。需要证明 Px = y。因为 U 是闭合的且 {Pxn} ⊂ U, y 位于 U 中，就是说 Py = y。还有 xn − Pxn = (I − P)xn → x − y。因为 V 是闭合的且 {(I − P)xn} ⊂ V，我们有了 x − y ∈ V，就是说 P(x − y) = Px − Py = Px − y = 0，这证明了这个断言。
上述论证利用 U 和 V 都是闭合的假定。一般的说，给定一个闭合子空间 U, 不需要存在一个互补的闭合子空间 V，尽管对于希尔伯特空间总是可以采取正交补得到。对于巴拿赫空间，一维子空间总是有闭合的补子空间。这是 哈恩-巴拿赫定理的直接推论。设 U 是 u 的线性扩张。通过哈恩-巴拿赫定理，存在一个有界线性泛函 φ，使得 φ(u) = 1。算子 P(x) = φ(x)u 满足 P2 = P，就是说它是个投影。φ 的有界性蕴涵了 P 的连续性，因此 Ker(P) = Ran(I − P) 是 U 的闭合补子空间。

## 应用
投影（正交与非正交投影）在算法领域和特定线性代数问题中有重要应用。
- QR分解（参见豪斯霍尔德变换和格拉姆-施密特正交化）
- 奇异值分解
- 化为海森伯格矩阵形式（许多特征值算法的第一步）
- 线性回归

## 注解
1. ↑  Meyer, pp 386+387
2. ↑  Meyer, p. 431
3. ↑  Meyer, equation (5.13.4)
4. ↑  Meyer, equation (5.13.3)
5. ↑  Meyer, equation (7.10.39)

## 引用
- N. Dunford and J.T. Schwartz, Linear Operators, Part I: General Theory, Interscience, 1958.
- Carl D. Meyer, Matrix Analysis and Applied Linear Algebra （页面存档备份，存于）, Society for Industrial and Applied Mathematics, 2000. ISBN 978-0-89871-454-8.